# 19776 Balears
19776 Balears este un asteroid din centura principală de asteroizi.

## Descriere
19776 Balears este un asteroid din centura principală de asteroizi. A fost descoperit pe 4 august 2000 la Ametlla de Mar de Jaume Nomen Torres. Asteroidul prezintă o orbită caracterizată de o semiaxă mare de 2,27 ua, o excentricitate de 0,16 și o înclinație de 6,9° în raport cu ecliptica.